# 대한민국 형사소송법 제181조
대한민국 형사소송법 제181조는 농아자의 통역에 대한 형사소송법의 조문이다.

## 조문
제181조(농아자의 통역)농자 또는 아자의 진술에는 통역인으로 하여금 통역하게 할 수 있다.

第181條(聾啞者의 通譯)聾者 또는 啞者의 陳述에는 通譯人으로 하여금 通譯하게 할 수 있다.

## 해설
반드시 통역을 해야하는 것은 아님

## 참고 문헌
- 손동권 신이철, 새로운 형사소송법(초판, 2013), 세창, 2013. ISBN 9788984114081